# 橘腿管蚜蝇
橘腿管蚜蝇（学名：Eristalis flavipes)，是双翅目食蚜蝇科下的一种昆虫。

## 分布
本种分布于北美洲
。

## 描述
成虫长约15毫米。形似熊蜂，但它的跗节是橘色，故名“橘腿管蚜蝇”
。
幼虫腹部尾端有个长的呼吸虹管，这种蛆称为“鼠尾蛆”
。